# Руки над городом
«Руки над городом» (итал. Le mani sulla città) — кинофильм режиссёра Франческо Рози, вышедший на экраны в 1963 году. Социально-политическая драма.

## Сюжет
Фильм-расследование. Коммунист, советник неаполитанского муниципалитета, борется против буржуазных политиканов и спекулянтов.

## В ролях
- Род Стайгер  — Эдоардо Ноттола
- Сальво Рандоне — профессор де Ангелис

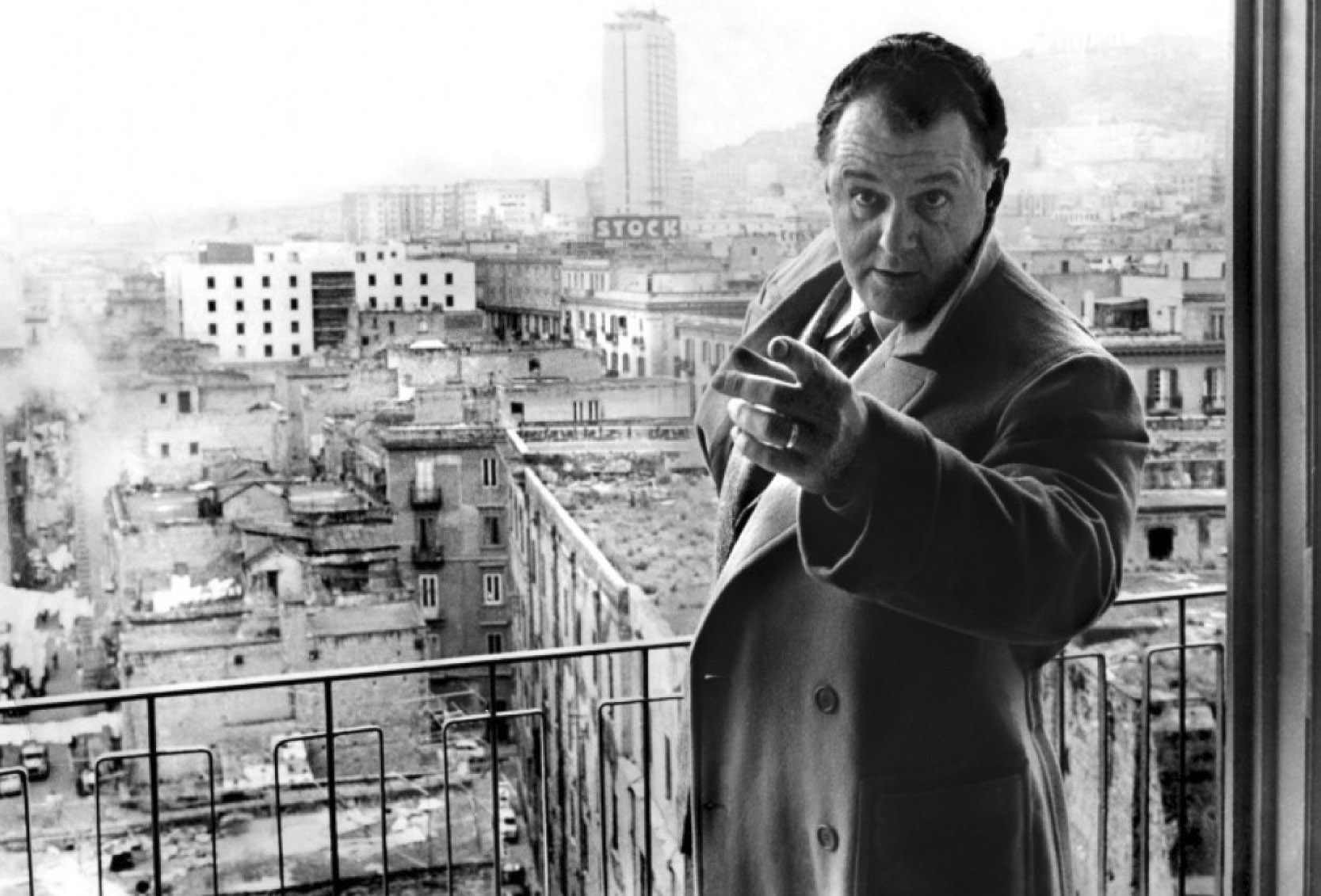
Род Стайгер в роли Эдоардо Ноттолы. Кадр из фильма

- Гвидо Альберти — Мальоне
- Карло Фермарьелло  — Де Вита
- Анджело Д'Алессандро  — Бальзамо

## Награды
- 1963 — Золотой лев Венецианского кинофестиваля.

## Критика
«Этот фильм вызвал большой резонанс в Италии, можно сказать, предвосхитив на несколько лет сложившееся только к концу 60-х годов направление политического кинематографа...Картина Франческо Рози, с одной стороны, кажется документальным репортажем, запечатлённым оперативно, в самой гуще событий. А с другой стороны, представляет собой социально-политическую драму, возможно, перенасыщенную разговорами, острыми спорами, нелицеприятным выяснением отношений между людьми...»